# Яремчанський ліцей №2
Яремчанський ліцей №2 – загальноосвітня школа I-III ступенів яка знаходиться в Івано-франківський області, м.Яремче, вул. Свободи, 89. Директор навчального закладу Садова Ольга Андріївна.

## Історія
• З перших же днів після війни в Яремче та в навколишніх селах почалася відбудова.
19 липня 1956 року Станіславська обласна рада задовольнила прохання дирекції школи про передачу під приміщення колишнього будинку священника (на даний час не збереглося). В ньому почали навчатись учні 1-4 класів
В 1954 році в Дорі починається культурне піднесення. Воно пов’язане з особою директора школи Піруса Івана Петровича, який організовує в клубі драматичний гурток, в якому бере участь частина вчителів, і яким сам керує. Було організовано хоровий гурток. Ним керував працівник Дорівського лісництва Іван Довганюк (житель селища Делятин). Танцювальний гурток під орудою Андрійкова Дмитра Петровича зайняв перше місце на районній олімпіаді художньої самодіяльності. Старша піонервожата Пірус Романа Іванівна організувала ляльковий театр.
20 серпня 1957 року директором школи був призначений Бочкун Григорій Самійлович (викладав російську мову і літературу).
1959 року в школі було запроваджено восьмирічне навчання.
10 серпня 1961 року школі передано приміщення у Горішняку(монастирські будівлі), директором школи призначено Стефаника Михайла Юрійовича, який викладав історію.
До 1963 року Дора була окремим селом з своєю сільською Радою, восьмирічною школою, сільською бібліотекою і клубом. А в 1963 році Верховна Рада УРСР прийняла постанову про об’єднання сіл Дора, Ямни, та селища Яремче в один населений пункт Яремче, надавши йому статусу міста районного підпорядкування.
За кошти, зібрані гуртками і жителями Дори, споруджено пам'ятник Т. Шевченку, який відкрито 30 травня 1964 року. Ідею побудови пам'ятника подав директор школи Пірус Іван Петрович і вчитель географії Марусик Павло Іванович. Її підтримала сільська рада Дори – голова Івасюк і секретар Гарасимчук. Майстер Німчук з Ямної виготовив постамент, погруддя – скульптор Мацієвський з Івано-Франківська, напис – художник Андрушко з Коломиї.
15 серпня 1986 року педагогічний колектив школи очолив Лозинський Василь Михайлович.
Колись неповна середня школа, а зараз середня школа, розміщувалась в трьох малопристосованих приміщеннях, частина з яких знаходилась в аварійному стані. Заняття проводилися в дві зміни. З великими труднощами жителям Дори вдалось добитися будівництва нової школи. В 1989 році закладено перший камінь під будову нової школи.
В серпні 1993 року рішенням Яремчанського міськвиконкому Яремчанська неповна середня школа перейменована в Яремчанську загальноосвітню школу І-ІІІ ступенів №2.
1 вересня 1997 року відкрито перший пусковий об'єкт нової школи.
30 серпня 1998 року директором школи призначено Проворову Галину Василівну.
14 жовтня 1999 року методом народної будови відкрито другий пусковий об’єкт нової школи. Для духовних потреб учнів і педагогів у школі оформлено каплицю та кабінет духовного виховання, створено гурт «Передзвони». Мудрим наставником, порадником для колективу школи є парох села о. Іван Лейб’юк, з яким співпрацює школа багато років. Окрім Божого слова, він дбає про розвиток творчих здібностей учнів
Наразі здійснюється підготовка до запуску третього пускового об'єкта школи.
19 грудня 2017 року було освячено і запущено третій пусковий об'єкт нової школи
28 січня 2021 року, керуючись ст. 33 Закону України "Про повну загальну середню освіту" та ст.22 Закону України "Про освіту" Яремчанську ЗОШ І-ІІІ ст. №2 було перейменовано на Яремчанський Ліцей №2 Яремчанської міської ради Івано-Франківської області.
01 липня 2021 року директором ліцею було призначено Садову Ольгу Андріївну.

## Адміністрація
Садова Ольга Андріївна – деректор ліцею.
Костик Ганна Василівна – заступник з навчально-виховної роботи.
Барабащук Олена Романівна – заступник з виховної роботи.

## Галерея
| Зображення ліцею |
| ---------------- |
|                  |

## Педагогічний колектив
Качелуб Ольга Михайлівна –Педагог-організатор.
Злобіна Людмила Іванівна –Вч. укр. мови та літ.
Савчук Оксана Михайлівна –Вч. укр. мови та літ.
Озорович Христина Юріївна –Вч. укр. мови та літ.
Проворова Галина Василівна –Вч. зарубіжної літ.
Бойко Наталія Михайлівна –Вч. зарубіжної літ.
Ясінчук Марія Іванівна – Вч. французької мови.
Ориняк Жанна Олександрівна –Вч. англійської мови.
Підгірська Вероніка Іванівна –Вч. англійської мови.
Домашевська Віра Іванівна – Вч. англійської мови.
Сміх Наталія Дмитрівна –Вч. математики.
Лозинська Любов Іванівна –Вч. математики.
Олійник Оксана Петрівна –Вч. математики.
Іванюк Андрій Дмитрович –Вч. математики

## Див.також
```
• 
Яремче

• 
Дора

• 
Яремчанський ліцей №1

• 
Офіційна сторінка ліцею в фейсбук
```